# Bohumil Sucharda (agrární politik)

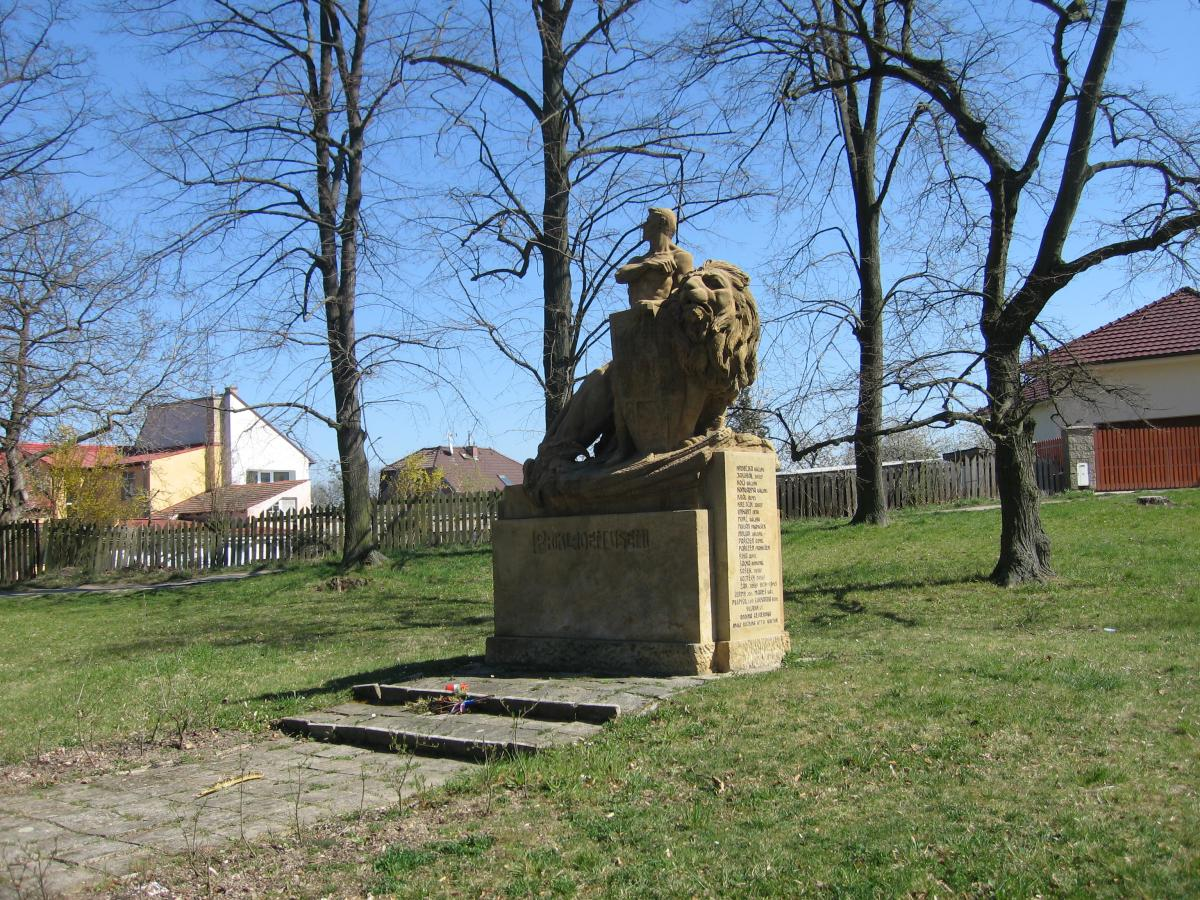
Pomník obětem 1. a 2. světové války v Milovicích, který připomíná i jméno Bohumila Suchardy.

Bohumil Sucharda (31. března 1882 Železnice – 7. května 1945 Terezín) byl československý agrární politik, poštovní úředník, odbojář a starosta Milovic.

## Působení
Narodil se v roce 1882 v Železnici u Jičína, do zemědělské rodiny, která původně pocházela z Milovic. Studoval na nižší reálné škole v Jičíně. Pracoval jako poštovní úředník v Bochově. V roce 1905 začal pracovat na novém poštovním úřadě v Milovicích. V roce 1920 byl jmenován vrchním poštmistrem. V komunálních volbách v roce 1923 byl za agrární stranu poprvé zvolen do zastupitelstva obce Milovice.
V roce 1931 se stal starostou poté, co předchozí starosta Josef Handl odstoupil z funkce. Ve funkci zůstal i po okupaci a vzniku Protektorátu Čechy a Morava. V roce 1944 byl zatčen mladoboleslavským Gestapem a zbaven funkce, když pro odboj shromažďoval informace o aktivitách Wehrmachtu v milovickém vojenském táboře a když po výzvě československé exilové vlády začal připravovat ustavení odbojového místního národního výboru. Vězněn byl v koncentračním táboře Terezín.

## Smrt a odkaz
Zemřel na samém konci války v terezínské věznici pro politické vězně po vypuknutí epidemie skvrnitého tyfu. Byl pohřben na hřbitově v Milovicích. Jeho jméno připomíná pomník v Památníku Terezín. V Milovicích Bohumila Suchardu připomíná ulice pojmenována na jeho počest (před rokem 1989 Kyjevská), pamětní deska na budově poštovního úřadu a jméno u sousoší lva a bojovníka na Pomníku obětem 1. a 2. světové války, na kterém se sám podílel.